# Krzysztof Kuczwalski
Krzysztof Kuczwalski (ur. 13 lutego 1969 w Toruniu) – polski żużlowiec.
Licencję żużlową zdobył w 1985 roku. Przez całą sportową karierę (do 1998 r.) występował w klubie Apator Toruń, w barwach którego zdobył osiem medali Drużynowych Mistrzostw Polski: dwa złote (1986, 1990), dwa srebrne (1995, 1996) oraz cztery brązowe (1991, 1992, 1993, 1994). Był również brązowym medalistą Mistrzostw Polski Par Klubowych (Grudziądz 1993), dwukrotnym zdobywcą Drużynowego Pucharu Polski (1993, 1997), Młodzieżowym Mistrzem Polski Par Klubowych (Toruń 1990) oraz czterokrotnym medalistą Młodzieżowych Drużynowych Mistrzostwa Polski (dwukrotnie złotym – Toruń 1985, Tarnów 1990; srebrnym – Rzeszów 1989 oraz brązowym – Bydgoszcz 1988).
Czterokrotnie uczestniczył w finałach Młodzieżowych Indywidualnych Mistrzostw Polski (najlepszy wynik: Zielona Góra 1988 – IV m.). Był także trzykrotnym finalistą Indywidualnych Mistrzostw Polski. Startował także w finałach turniejów o "Brązowy" (dwa razy), "Srebrny" (trzy razy) i "Złoty" (raz), dwukrotnie zajmując III miejsca (1988 – BK, 1992 – ZK). W 1993 r. wystąpił w rozegranym w Zielonej Górze półfinale kontynentalnym Indywidualnych Mistrzostw Świata (w turnieju tym zajął XI m.).